# اللغة الخوارزمية
الخوارزمية هي لغة إيرانية شرقية منقرضة ترتبط ارتباطا وثيقا بلغة سوقديانا وكانت اللغة السائدة في منطقة خوارزم، والتي تتمركز في الجزء الأسفل من نهر جيجون جنوب بحر آرال (الجزء الشمالي من جمهورية أوزبكستان الحديثة والمناطق المتاخمة لكازاخستان وتركمانستان).
معرفة اللغة الخوارزمية محدودة على المناطق الإيرانية الوسطى، وكما هو الحال مع سوجديان، القليل يعرفون عن شكلها القديم. يستنتج من خلال كتابات علماء الخوارزمي العظماء، مثل البيروني والزمخشري، نعرف أن اللغة كانت مستخدمة حتى القرن الثالث عشر على الأقل، عندما استُبدلت تدريجياً باللغة الفارسية في معظم المناطق، فضلاً عن العديد من اللهجات التركية.
بالإضافة إلى المصطلحات الفلكية التي استخدمها البيروني، تشير المصادر الأخرى للغة الخوارزمية، مثل الزمخشري، على أنها تشمل قاموس العربي -الفارسي -الخوارزمي والعديد من النصوص القانونية التي تستخدم مصطلحات خوارزمية واقتباسات منها لشرح بعض المفاهيم القانونية، ابرزها «قُنْية المُنْية لتتميم الغنية» لمختار الزاهدي (والمتوفي سنة 1259/60).
كان العالم الشهير والتر برونو هينينج يحضر معجمًا للخوارزمية قبل مماته، لكنه توفى وتركه غير مكتمل. تم نشر جزء من هذا القاموس بعد وفاته بمساعدة ماكينزي (D.N. MacKenzie)  في عام 1971.

## نظام الكتابة
قبل تقدم الإسلام في بلاد ما وراء النهر في أوائل القرن الثامن، كُتبت رسالة نصية باللغة الخوارزمية مشابهة تقريباً من النص سوغديان والبهلوي والتي تمتد جذورها إلى الأبجدية الآرامية. ومن الأمثلة القليلة المتبقية على هذه المخطوطة هي النصوص المكتوبة على القطع النقدية والمصنوعات اليدوية، لوحظ أن اللغة الخوارزمية المكتوبة تتضمن رسم فكري أو رسم لفظي باللغة الآرامية، وهي عبارة عن كلمات باللغة الآرامية مكتوبة للدلالة على الكلمات الآرامية في ذلك الزمن. على سبيل المثال 𐡔𐡍𐡕 (ŠNT) ل سرذ، sarδ, «عام», 𐡍𐡐𐡔𐡉 (NPŠY) ل خداك، و xudāk, «ذات»  𐡌𐡋𐡊𐡀 (MLK') ل اى شاه، ī šah, «الملك».
بعد تقدم الإسلام، أصحبت اللغة الخوارزمية تُكتب باستخدام نسخة مُعترف بها من الأبجدية فارسية مع إشارات إضافية قليلة تعكس أصوات خوارزمية محددة، مثل الحرف څ الذي يمثل/TS/و/DZ/، كما هو الحال في قواعد اللغة البشتوية التقليدية.